# Viagem no tempo na ficção
A viagem no tempo é um tema comum na ficção e tem sido descrito em uma variedade de meios de prosa de ficção para televisão e outros anúncios. Pode ser o tema central da trama, ou meramente um dispositivo do lote para definir a história em movimento. Em algumas histórias de ficção científica, a viagem no tempo é incluído no lote ou em velocidade menor o tempo normal é desacelerado. Considerando ficção científica difícil, pode-se restringir as viagens no tempo, examinando as causas e efeitos de paradoxos do tempo de viagem , ficção científica soft e fantasia científica pode ignorar estes aspectos e se concentrarem em maravilhas e aventuras fantásticas.
Sean Redmond respeita o motivo de viagem no tempo de como proporcionar um "efeito de distanciamento necessário", o que pode permitir que a ficção aborde questões contemporâneas de formas metafóricas, e valioso para fornecer uma visão da história, onde cada pessoa é significativa.

## Primeiras histórias que caracterizam a viagem no tempo
Apesar de A Máquina do Tempo (por HG Wells , publicado em 1895) foi fundamental para mudar o conceito de viagem no tempo para o primeiro plano da imaginação do público, as formas não-tecnológicas de viagem no tempo tinha aparecido em uma série de histórias anteriores. Algumas obras ainda mais antigas tinham apresentado elementos sugestivos de viagem no tempo, mas permanecem um tanto ambígua.
- Na antiga mitologia hindu , o Mahabharata , escrito por volta de 700 aC, menciona a história do Rei Revaita , que viaja para um mundo diferente para conhecer o criador Brahma . O rei fica chocado ao saber que muitas eras se passaram quando ele volta para a Terra.

- Outro exemplo muito antigo desse tipo de história pode ser encontrada no Talmud , com a história de Honi HaM'agel , escrito em 300 dC, que foram dormir por 70 anos e acordou para um mundo onde seus netos eram avós e onde todos os seus amigos e familiares estavam mortos.

- Urashima Taro , um início de conto japonês , envolve viajar para a frente no tempo para um futuro distante, e foi descrita pela primeira vez no Nihongi (720). O conto era sobre um jovem pescador, chamado Urashima Taro, que visita um palácio submarino e permanece lá por três dias. Depois de voltar para casa, sua aldeia, ele encontra-se 300 anos no futuro, onde ele é muito esquecido, sua casa está em ruínas, e sua família há muito tempo que está morta.

- Memórias do Século XX (1733), por Samuel Madden, é principalmente uma série de cartas de embaixadores inglês em vários países com o britânico "Senhor Alto Tesoureiro", junto com algumas respostas do Foreign Office britânico, todos supostamente escrita em 1997 e 1998 e descrevendo as condições da época. No entanto, a história de enquadramento é que essas cartas eram documentos reais dadas ao narrador pelo seu anjo da guarda numa noite em 1728, por esta razão, Paulo Alkon sugere em seu livro Origens da ficção futurista que "o primeiro viajante do tempo na literatura Inglês é um anjo da guarda que retorna com documentos de Estado, de 1998 ao ano de 1728 ", embora o livro não mostra explicitamente como o anjo obteve os documentos. Alkon, mais tarde qualificou isso escrevendo: "seria esticar nossa generosidade para louvar Madden por ser o primeiro a mostrar um viajante que chega do futuro ", mas ele também diz que Madden " merece reconhecimento como o primeiro a brincar com a rica ideia de viagem no tempo, na forma de um artefato enviado para trás a partir do futuro a ser descoberto no presente ".

- No jogo Anno 7603, da autoria do poeta dano-norueguês Johan Herman Wessel em 1781, os dois personagens principais são movidos para o futuro (AD 7603) por uma boa fada.

- Na ficção científica antologia Fronteiras Far (1951), o editor August Derleth identifica o conto Faltando Um Coach: um anacronismo , escrito para a revista Dublin University por um autor anônimo, em 1838, como uma história de viagem no tempo muito cedo. Nele, o narrador está esperando debaixo de uma árvore para ser apanhada por um treinador que irá tirá-lo do Novo castelo , quando de repente ele se vê transportado de volta mais de mil anos. Lá ele encontra o Venerável Bede em um mosteiro , e dá-lhe explicações um tanto irônico dos desenvolvimentos dos próximos séculos. Nunca é totalmente claro se esses eventos realmente ocorreu, ou eram apenas um sonho.

- Em 1843, a Charles Dickens romance Um Conto de Natal retrata Ebeneezer Scrooge sendo transportado e para trás no tempo para pontos em sua própria vida por uma série de fantasmas para visitar Natais Passado, Presente e Futuro. No entanto, as coisas que ele vê são apenas "sombras"; ele e os Fantasmas não interagem com eles.

- O livro Paris avant les hommes ("Paris antes Men"), pelo botânico e geólogo francês Pierre Boitard (publicado postumamente em 1861), tem como personagem principal transportados para várias configurações pré-históricos pela magia de um "demônio coxo", e que então é capaz de interagir ativamente com a vida pré-histórica.

- O conto O Relógio que andaram para trás , escrito pelo editor Edward Página Mitchell , apareceu no New York Sun , em 1881, mais um exemplo precoce de viagem no tempo na ficção.

- Looking Backward (1888), por Edward Bellamy e News from Nowhere (1890), por William Morris , cada característica um protagonista que acorda em um socialista utópico do futuro.

- Um Ianque na Corte do Rei Artur (1889), por Mark Twain .

- Tempo Cheques de turmalina (1891), de Thomas Anstey Guthrie (e escrito sob o pseudônimo de F. Anstey), foi a primeira história para explorar os paradoxos que a viagem no tempo pode causar.

- Golf no ano 2000 (1892), por J. McCullough , conta a história de um inglês que adormeceu em 1892 e despertou no ano de 2000, o foco do livro é a forma como o jogo de golfe teria mudado até então, mas muitos temas sociais e tecnológicas também são discutidos ao longo do caminho, incluindo dispositivos semelhantes a televisão e igualdade das mulheres .

## Temas de viagem no tempo
Uma série de temas pode ser visto a recorrer em histórias de viagem no tempo.
- Mudando o passado: neste gênero, o visitante ao passado muda a história usando o conhecimento e/ou tecnologia a partir de seu próprio tempo, seja para o bem ou para o mal, criando uma história alternativa como resultado. Exemplos deste gênero inclui Para que as trevas queda por L. Sprague de Camp e o 2009 Star Trek filme.
- Os Guardiões do tempo: no gênero, um grupo de pessoas encarregadas de garantir que o tempo acaba "corretamente" (ou seja, protegendo-o de alterações por outros viajantes do tempo). Exemplos deste gênero incluem John Schettler Meridian série e de Simon Lee cronometristas.
- Impedindo um futuro ruim: neste gênero, os personagens principais aprendem, seja indo para o futuro e retornar, ou pela chegada de um viajante do tempo do futuro, que o futuro não saiu bem, tendo ou se transformou em uma distopia ou resultou no fim do mundo . Os personagens tentam mudar alguma coisa no presente o que impede o futuro de vir a acontecer. O Exterminador do Futuro franquia de filmes inclui várias histórias de viajantes do tempo do futuro guerra a travar entre si, de modo a criar ou evitar um futuro pós-apocalíptico. Na série de TV Terra Nova , os seres humanos viaja 85.000 mil anos para o passado em um esforço para impedir que um desastre ocorra mais tarde.
- Mudança não intencional ou cumprimento: no gênero, um viajante do tempo tem a intenção de observar os acontecimentos passados, ou é levado para o passado contra a sua vontade e tenta regressar ao seu tempo próprio. No entanto, o viajante do tempo descobre que suas ações têm involuntariamente alterado no futuro por causa do efeito borboleta. O som do trovão é um exemplo desse gênero.